# الصمم في بولندا
لدى بولندا تاريخ مسجل للأشخاص الصم أو ضعاف السمع، ويعود تاريخه إلى عام 1817. حوالي 15.1% من البولنديين في بولندا يعانون من فقدان السمع. بولسكي جيزيك ميغوي (PJM، transl. لغة الإشارة البولندية) هي لغة الإشارة الرئيسية في بولندا.

## ظهور اللغة
مؤسسة الصم، وهي مدرسة لتعليم لغة الإشارة البولندية، تأسست عام 1817 على يد ياكوب فالكوفسكي. تأثرت لغة الإشارة البولندية بلغة الإشارة الفرنسية ايمة ولغة الإشارة الألمانية، باستخدام أبجدية بيد واحدة. كان بيوتر جاوسوفسكي أول شخص أصم يتعلم لغة الإشارة البولندية من معلمه ياكوب فالكوفسكي. لم يستخدم بيوتر جاوسوفسكي لغة الإشارة قبل أن يلتقيه ياكوب. تلقى ياكوب تعليمه بلغة الإشارة الفرنسية ايمة ولغة الإشارة الألمانية، مما أثر على لغة الإشارة البولندية. تتميز لغة الإشارة البولندية بخصائص لغة الإشارة لمجتمع الصم. وقد اعترفت بها الحكومة البولندية رسميًا في عام 2011.
هناك لغة إشارة بديلة، System Językowo-Migowy (SJM، transl. التوقيع باللغة البولندية) والذي رُمز يدويًا من اللغة البولندية. يُستخدم غالبًا من قبل المترجمين والمعلمين.

## المنظمات التي يقودها الصم

### الجمعية البولندية للصم
تأسست الجمعية البولندية للصم في عام 1946 واستمرت في العمل بشكل مستمر منذ ذلك الحين. الهدف الرئيسي منها هو جمع مجتمع الصم وضعاف السمع معًا ومنحهم الدعم الذي يحتاجون إليه. الجمعية البولندية للصم هي منظمة غير حكومية يديرها القطاع الخاص ولكنها تتلقى دعمًا ماليًا من الحكومة. يتكون المجلس من 9 أعضاء، 7 منهم من الصم. في مايو 2016، بدأوا مشروعًا يهدف إلى توفير التنشيط المهني لـ 160 شخصًا بولنديًا أصمًا (خريجي مدرسة الصم في بولندا). ويواصل الأعضاء اليوم الضغط من أجل تحقيق قدر أكبر من المساواة بين مجتمعي الصم والسامعين في بولندا. المنظمة جزء من الاتحاد الأوروبي للصم والاتحاد العالمي للصم.

### رابطة رياضة الصم البولندية
تأسست جمعية الرياضة البولندية للصم في عام 1924 وهي تابعة للجمعية الرياضية الدنماركية. توفر إمكانية الوصول إلى الرياضة على مختلف المستويات – من المستوى الشعبي إلى التنافسي الدولي، وصولاً إلى الألعاب الأولمبية – للأشخاص الذين يعانون من الصمم وضعف السمع. ساعدوا الرياضيين على التنافس في الألعاب الأولمبية للصم منذ عام 1924.

### سالتو يوث
SALTO-YOUTH هي منظمة لديها العديد من المشاريع المختلفة، أحدها يتعلق بمساعدة مجتمع الصم في بولندا. كان أحد المشاريع الرئيسية بالشراكة مع الجمعية البولندية للصم. في عام 2019، ذهبت مجموعة من الأشخاص إلى المناطق المحلية أو الريفية مع أشخاص في مجتمع DHH الذين كانوا يعانون من العمل في منازلهم أو مزارعهم. ذهبت منظمة SALTO إلى المنازل والمدارس في المجتمعات وقدمت لهم الإمدادات الأساسية مثل أدوات الكتابة والطعام والماء. كما يساعدون أيضًا في تنظيف بعض المناطق المحيطة بالمدارس. تدافع منظمة SALTO-Youth عن الحقوق المدنية والإنسانية. تعمل المنظمة على تعزيز الحق في التعليم الإنساني لمجتمع DHH. إنهم يريدون أن يروا كل طفل لديه فرصة متساوية للتعليم. توفر منظمة SALTO-YOUTH فرصًا لجذب انتباه السلطات لإعطاء الأشخاص ذوي الإعاقة صوتًا. وبشكل عام، فإنها تخلق مساحة آمنة للمشاركين لتجربة أساليب وأدوات تعليم حقوق الإنسان مع مجتمعهم.

## حقوق الإنسان/الحقوق المدنية واتفاقية حقوق الأشخاص ذوي الإعاقة
ترتبط حقوق الإنسان للأشخاص الصم ارتباطًا وثيقًا بلغة الإشارة، كما أكدت اتفاقية حقوق الأشخاص ذوي الإعاقة، التي وقعتها بولندا في سبتمبر/أيلول 2015. وتتطلب لجنة حقوق الأشخاص ذوي الإعاقة من البلدان المعنية تقديم تقارير دورية، وقد التزمت بولندا بهذه التقارير. يصنف الاتحاد العالمي للصم، وهي منظمة غير حكومية، بولندا كدولة تعترف بلغة الإشارة، فضلاً عن اعتراف المجلس الوطني للغات.

### التقرير الوطني الأولي لبولندا (المقدم إلى الأمم المتحدة)
اختُيرت المقالات التالية استنادًا إلى مجالات الأولوية التي حددها الاتحاد العالمي للصم"
- المادة 9: تزعم الحكومة أن الأشخاص الصم في بولندا يتلقون نفس الخدمات التي يتلقاها الشخص العادي في جميع محطات البريد.[13] مكاتب البريد في بولندا لديها محطة خاصة للأشخاص الصم. تحتوي هذه المحطة على أشخاص محليين يمكنهم التواصل مع الأشخاص الصم.[14]
- المادة 21: يزعمون أن الأشخاص الذين هم جزء من مجتمع DHH لديهم نفس الحقوق في الحصول على محامٍ.[11] توجد في إحدى المحاكم في كراكوف محامون يمكنهم التوقيع والتواصل مع القاضي. هناك جلسات محكمة خاصة لأولئك الموجودين في مجتمع DHH. تختلف أشكال التواصل عندما يتعلق الأمر بمجتمع DHH في بولندا. قد يكون التحدث إلى الأشخاص في الأماكن العامة أمرًا صعبًا، ولكن في المادة 21 من اتفاقية حقوق الأشخاص ذوي الإعاقة، يجوز لهم أن يطلبوا من شخص مساعدتهم في التواصل مع الآخرين.[11]
- المادة 24: التعليم أمر مهم، وخاصة بالنسبة للأطفال الصم والبكم. يحق لكل طفل في بولندا الحصول على التعليم، بغض النظر عن أي شيء. وبموجب المادة 24، يمكن للأطفال في مجتمع DHH تلقي المساعدة داخل وخارج الفصل الدراسي.[11]

كانت هناك تقارير عن ارتفاع معدل العنف الجنسي ضد كل من الرجال والنساء في مجتمع DHH في بولندا (اعتبارًا من عام 2018).
في عام 2013، لم تكن العديد من الفرص مثل الوظائف أو الأحداث المهمة متاحة بسهولة للصم في بولندا.

### مشروع تعليم الصم
قدم مشروع تعليم الصم حقوقًا لمجتمع DHH من خلال توفير التعليم للبالغين الذين هم جزء من مجتمع DHH. ساعد هذا المشروع العديد من البالغين ذوي الاحتياجات الخاصة في الحصول على التعليم.

### برنامج من 4 خطوات
قدم برنامج الخطوات الأربع حقوق الإنسان والحقوق المدنية الأساسية لمجتمع DHH من خلال منح الأشخاص المساعدة التي يحتاجون إليها للتقدم بطلب للحصول على وظيفة. ساعد هذا البرنامج العديد من الأشخاص في مجتمع DHH في الحصول على وظائف واكتساب المهارات الأساسية.

## الحرمان اللغوي
من المعروف على نطاق واسع أن الحرمان اللغوي بين الأطفال الصم يمنع العديد من الأفراد والأطفال من اكتساب المهارات اللازمة للنجاح في المجتمع وفي الفصل الدراسي نتيجة لعدم التعرض الكافي لمدخلات لغة الإشارة أثناء الطفولة المبكرة. لا يتعرض العديد من الأطفال لهذه الظاهرة في المنزل أو المدرسة. يمكن أن يؤثر فقدان السمع على المهارات الاجتماعية للشخص وقدرته على التواصل، مما قد يؤدي إلى الحرمان اللغوي. بالنسبة لمقياس السكان، لا تتوفر بيانات حول لغة أطفال DHH في بولندا.

## التعليم الابتدائي والثانوي
تأسست أول مدرسة للصم وضعاف السمع في عام 1817. مُنح الأطفال الصم حق الوصول إلى رياض الأطفال لأول مرة في عام 1919، وبعد ذلك أُنشئت المدارس المهنية الأساسية للصم في عام 1934. يوجد اليوم 39 مدرسة للصم في بولندا. في جميع أنحاء العالم، نادرًا ما يتمكن الأطفال الصم من الوصول إلى مرحلة ما قبل المدرسة وغالبًا ما يُدمجوا في الفصول الدراسية النموذجية مع المساعدين. قامت وزارة التعليم الوطني البولندية بتأسيس وتمويل مشروع لتطوير الكتب المدرسية البولندية بما يتناسب مع احتياجات الطلاب الصم. على مدى الثلاثين عامًا الماضية، شهدت بولندا تغييرات اجتماعية وتعليمية كبيرة، مما أثر على كل من الطلاب ذوي الاحتياجات الخاصة والأفكار حول مكانتهم في المجتمع.

### معهد جتوتشونيميتش
في بولندا، هناك ثلاث مدارس مخصصة خصيصًا لطلاب DHH الذين يهدفون إلى تطوير مهارات PJM. معهد Gtuchoniemych im. Jakuba Falkowskiego هي مدرسة تقع في وارسو. منذ عام 1936، تقدم هذه المدرسة الإقامة الداخلية للطلاب حتى يتمكن أولئك الذين لا يعيشون بالقرب من البقاء في المدرسة خلال الأسبوع. في المعهد، يُوفر التعليم من مرحلة ما قبل المدرسة إلى مرحلة ما بعد المرحلة الابتدائية. يركزون بشكل أساسي على مهارات القراءة والكتابة في PJM، بالإضافة إلى التواصل الأساسي. مهمتهم هي أن يكونوا بمثابة المركز التعليمي والثقافي للصم. يمكن لأولياء أمور الأطفال الصم أخذ دورات في المعهد لتعلم PJM.

### زويازيك زيدوفسكيتش غلوشونيميتش
زويازيك زيدوفسكيتش غلوشونيميتش (transl. جمعية الصم والبكم اليهود في بولندا (بالألمانية: Карков последы) تأسست في عام 1930 وتقع في كراكوف. كان هناك ما يزيد قليلاً عن 400 يهودي أصم وضعيف السمع أعضاء في المدرسة في بولندا خلال سنوات ما بين الحربين. وفي المعهد وفر التعليم الابتدائي بالإضافة إلى أنشطة إضافية مثل الأندية والرياضة. أغلقت المدرسة في عام 1939، بسبب اندلاع الحرب العالمية الثانية.

## التعليم العالي
يجب على طلاب DHH اجتياز اختبار القبول والكفاءة لحضور الجامعة. ولم تُقبل القوانين التعليمية التي تحكم طلاب DHH على المستوى الجامعي حتى عام 2001، مما جعل من الصعب على طلاب DHH الحصول على تعليم عالٍ.

### مشروع تعليم الصم
لا يُقبل جميع الطلاب الصم في الجامعة، لذلك هناك برنامج يسمى مشروع تعليم الصم، بالشراكة مع الجمعية البولندية للصم. وبشكل عام، يقومون بإعداد برامج اللغة الوطنية لتدريس البالغين الصم. معدلات معرفة القراءة والكتابة بين البالغين الصم في بولندا منخفضة. يمكن للأشخاص الذين يتخرجون من التعليم الثانوي تعلم اللغة البولندية من خلال دورة مدتها 400 ساعة.

## توظيف
يواجه الأشخاص الصم وضعاف السمع في بولندا صعوبة في العثور على عمل، ويبلغ معدل البطالة بين مجتمع ذوي الإعاقة في بولندا ككل 38%. معدل توظيف الأشخاص ذوي الإعاقة في بولندا منخفض (اعتبارًا من عام 2010) ويستمر في الانخفاض بمرور الوقت. وهذا معدل أقل من متوسط عدد السكان ولكنه أعلى من مجتمعات ذوي الإعاقة في المملكة المتحدة وسويسرا.
أجرى الاتحاد الدولي للشباب ضعاف السمع (IFHOHYP) دراسة استقصائية دولية صغيرة، غير خاصة ببولندا، حول توظيف الصم. توصلت الدراسة الاستقصائية إلى أن الافتقار إلى القدرة على الوصول إلى تكنولوجيا السمع كان عائقًا رئيسيًا أمام توظيف الأشخاص ذوي الإعاقة السمعية. أوصى الاتحاد الدولي للرعاية الصحية المنزلية (IFHOHYP) بأن يقوم أصحاب العمل وزملاء العمل للأشخاص ذوي الإعاقة العقلية بتقديم المزيد من التسهيلات للأشخاص ذوي الإعاقة العقلية المنزلية حسب الحاجة. بالنسبة للعاملين في مجال الصحة العقلية، فقد أوصوا بتثقيف أنفسهم بشأن حقوقهم في العمل والإعاقة.

### برنامج من 4 خطوات
برنامج الخطوات الأربع هو برنامج يساعد في دعم الأشخاص الصم في سوق العمل. بدأ هذا المشروع عندما أُقرت الموافقة على اتفاقية الأمم المتحدة لحقوق الأشخاص ذوي الإعاقة في عام 2006. يساعد هذا البرنامج على زيادة المعرفة بسوق العمل للأشخاص ذوي الإعاقة، بما في ذلك الأشخاص ذوي الإعاقة البصرية. في بولندا، يساعد برنامج الخطوات الأربع الأشخاص الصم على وجه التحديد في سوق العمل، ويساعد الأشخاص على الاستعداد للبحث عن وظائف. عندما يُرفض شخص من ذوي الإعاقة من التعليم العالي، يتدخل برنامج الخطوات الأربع. يساعدون في تثقيف الناس حول المهارات الأساسية والتواصل. كما يساعدونهم في إعداد السيرة الذاتية للعثور على وظائف، بالإضافة إلى مساعدتهم في العثور على وظيفة والتقدم إليها. بعض الأنشطة التي يقومون بها تعمل على تحسين المهارات المهنية واكتساب الخبرة العملية. وتشمل أنشطة المشروع ورش العمل، وخطط العمل الفردية، والتدريب التأهيلي، والدعم القانوني والنفسي، والتدريب، وغيرها من الأنشطة التي تساهم في تحقيق هذه الأهداف.

## الرعاية الصحية
أُقرت الموافقة على ميثاق حقوق الأشخاص ذوي الإعاقة من قبل البرلمان البولندي في عام 1997. يعمل مترجمو لغة الإشارة في مجموعة متنوعة من بيئات الترجمة والظروف والمواقف والأسس. يتوفر المترجمون في مستشفيات بولندا لمواعيد الأطباء مع أطباء الأسرة والمتخصصين، سواء في العيادات أو المستشفيات. الاحتياجات والخدمات المحددة هي إعادة تأهيل التعليم. يمكن للشخص الأصم في بولندا الوصول إلى خدمات الطوارئ مع مترجم. تتمتع بولندا والاتحاد الأوروبي بأنظمة رعاية صحية عامة مجانية والأطفال ذوو الإعاقة والشباب ذوو الإعاقات الشديدة وكبار السن مؤهلون للحصول على مخصصات الرعاية الطبية. أصبحت زراعة القوقعة للأطفال أكثر سهولة في الوصول إليها في بولندا منذ تسعينيات القرن العشرين بعد تعديلات نظام الرعاية الصحية.

## تعريض اللغة للخطر وإحيائها
أُعترف قانونيًا بـ PJM من قبل الحكومة البولندية. إن اضطراب PJM معرض للخطر بسبب نقص التعليم والتعرض في وقت مبكر، كما هو موضح في قسم حرمان اللغة. وفقًا لأطلس اليونسكو العالمي للغات، فإن لغة PJM هي لغة مهددة بالانقراض.
أدى تأثير اللغة الفرنسية القديمة ولغة الإشارة الألمانية إلى استمرار استخدام لغة الإشارة البولندية (PJM). يستخدم العديد من مترجمي مدارس الصم اللغة الفرنسية القديمة ولغة الإشارة الألمانية، للمساعدة في تدريس لغة الإشارة البولندية. أثار اختفاء PMJ والزيادة في استخدام قوقعة الأذن الصناعية مخاوف مجتمع DHH في بولندا.